# Braambergstraat
De Braambergstraat is een straat in het historisch centrum van Brugge.

## Beschrijving
In 1245 werd de naam voor het eerst in een document vermeld: in pratu qui dicitur Bramberg. Verder:
- 1281: de reditu de Braembergh;
- 1288: Braemberg;
- 1302: in den Braemberch.

De oorsprong lijkt te zijn geweest dat er een iets hoger gelegen stuk land lag, begroeid met braamstruiken. Het ging om een aanzienlijk stuk grond dat de ganse oppervlakte innam vanaf de Vismarkt tot en met het huidige Koningin Astridpark. Ook de latere Predikherenstraat heette toen Braamberg. Een deel van de grond werd in 1245 door de stad Brugge aan de minderbroeders overgedragen, die er een klooster bouwden.
De straat loopt thans van de Rozenhoedkaai tot aan de Predikherenstraat.

## Literatuur

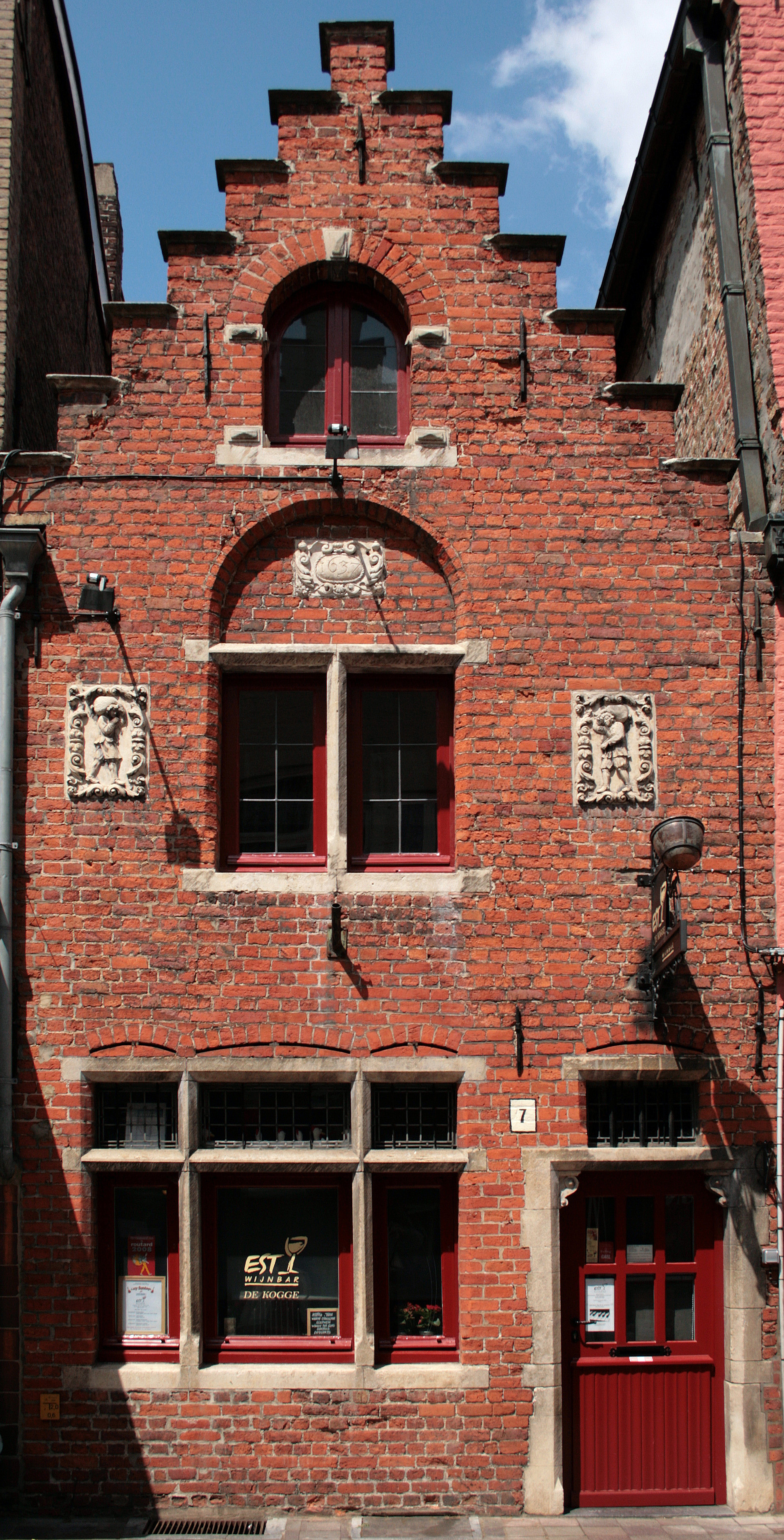
Voormalig ambachtshuis van de korendragers in de Braambergstraat
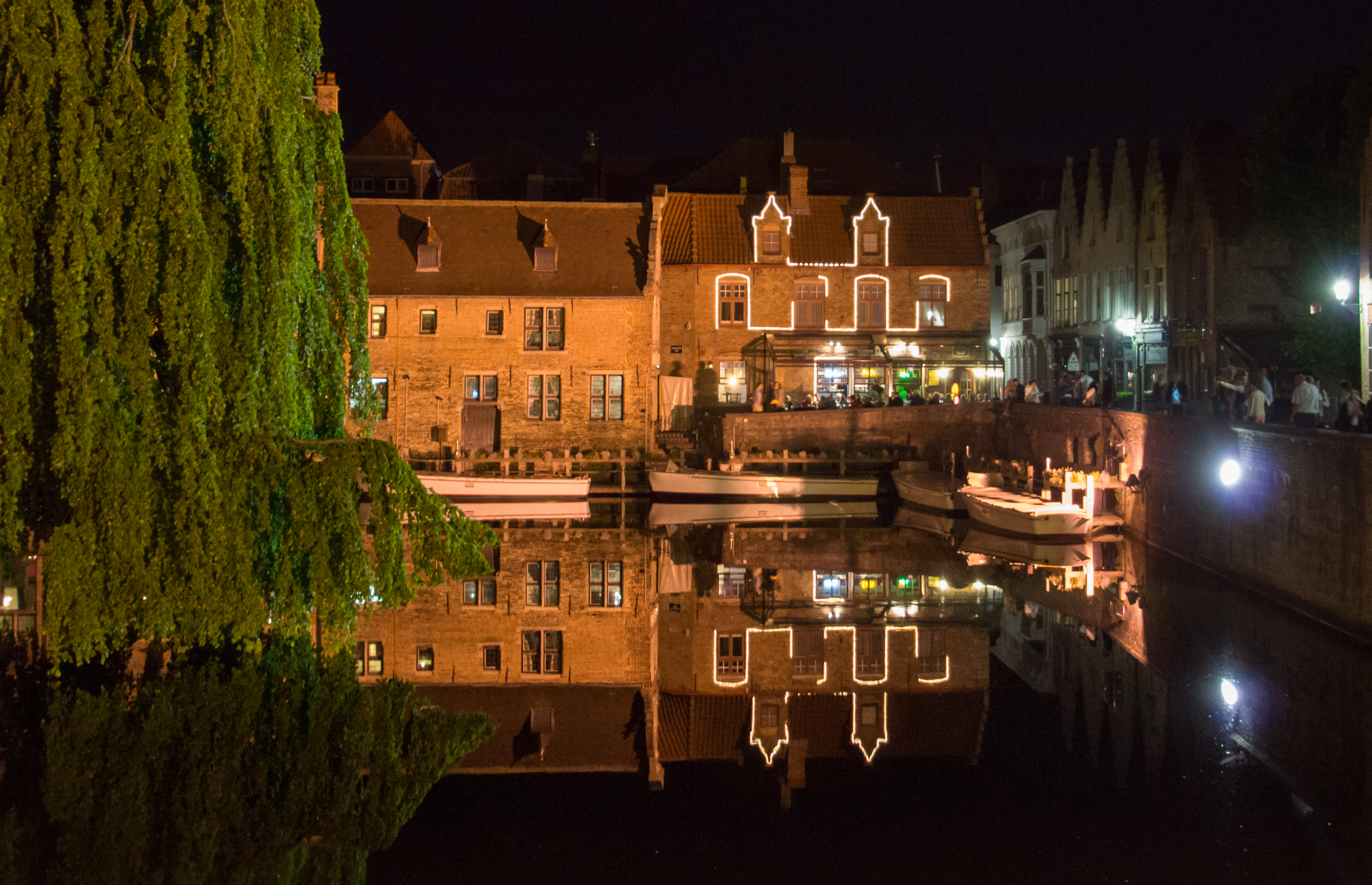
Hoek Braambergstraat met Rozenhoedkaai

## Bekende bewoners
- Thomas Montanus
- Bruno-Ferdinand de Marenzi